# Crypticerya nuda
Crypticerya nuda är en insektsart som först beskrevs av Green 1930.  Crypticerya nuda ingår i släktet Crypticerya och familjen pärlsköldlöss. Inga underarter finns listade i Catalogue of Life.